# Шретцман, Кен
Кен Шретцман (англ. Ken Schretzmann) — американский монтажёр, известный мультфильмами, такими как «Тачки», «История игрушек: Большой побег», «Лоракс» и «Тайная жизнь домашних животных», а также «Семья Уиллоби» и «Пиноккио» (2022).
Шрецманн получил степень бакалавра в Сиракузском университете в 1982 году. В течение примерно 12 лет Шрецманн работал над несколькими мультфильмами в Pixar Animation Studios. Шретцманн получил премию ACE Eddie Award за лучший отредактированный анимационный фильм за «Историю игрушек: Большой побег» и за «Пиноккио» (2022). В интервью Шретцманн описал существенные различия между монтажом мультфильмов Pixar и монтажом игровых фильмов. Среди прочего, в каждом из фильмов Pixar было около 4 лет работы Шретцмана. Он сказал: «Что заняло у тебя так много времени? Это своего рода обратный процесс. Сначала вы монтажируете, а потом они снимают фильм. Это долгий путь, и в течение первых двух лет мы находимся в процессе сюжета».
Шрецманн был выбран для членства в Американской ассоциации монтажёров.